# Karby batteri

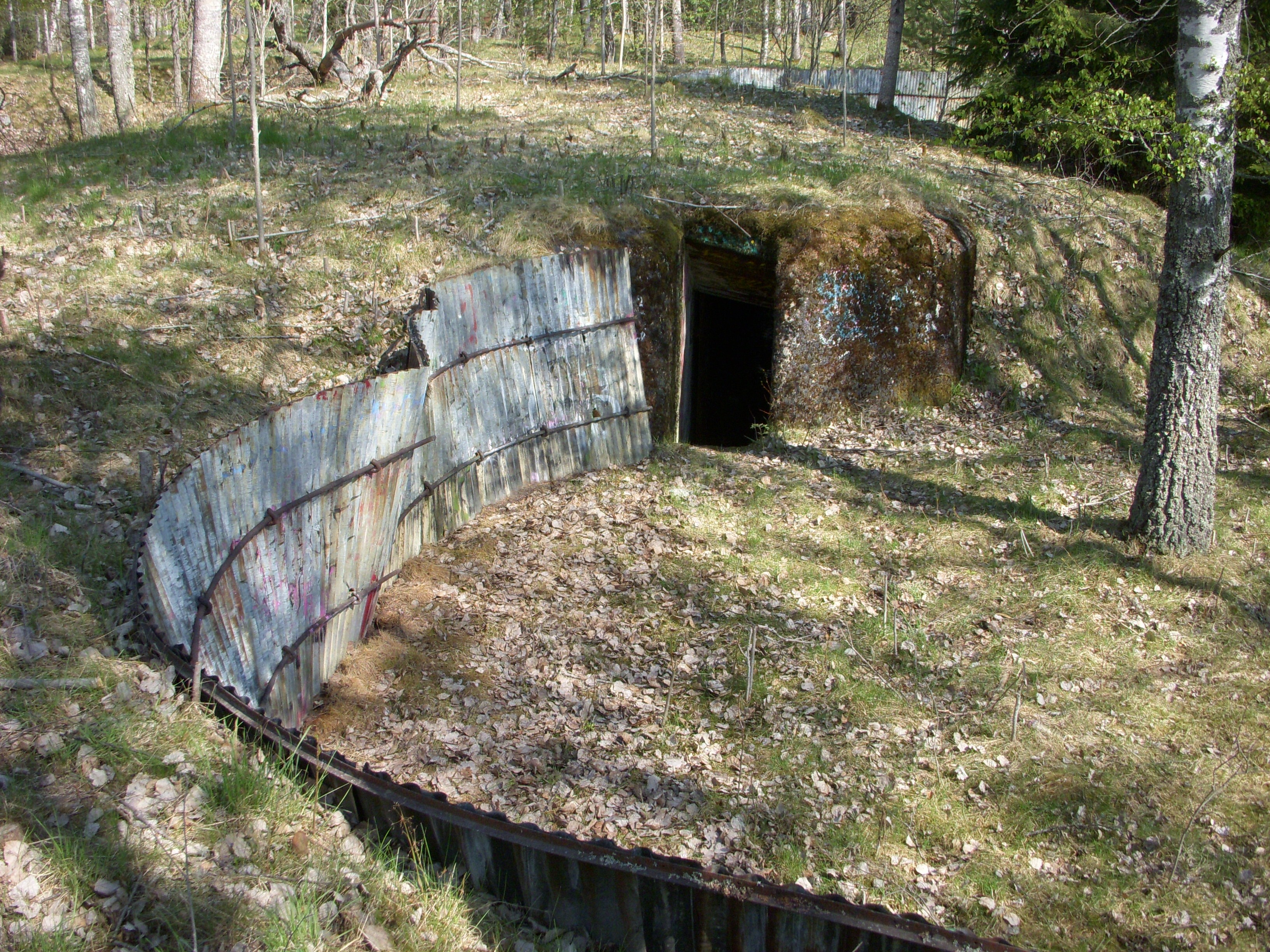
Karby artilleriställning i maj 2011.

Karby batteri var en försvarsanläggning belägen strax söder om Karby gård i Täby kommun, Stockholms län, Uppland. Batteriet består av fyra pjäsplatser och ett skyddsrum. Miljön kring denna artilleriställning ger en god bild av en gruppering för Positionsartilleriregementet under första världskriget.
Anläggningen ingick i den Norra Fronten som anlades strax före och under första världskriget. Norra Fronten tillsammans med Södra Fronten, även kallad Korvlinjen var en viktig del av Stockholms fasta försvar. Artilleriställningen  är efter drygt 100 år förvånansvärt välbehållen och ingick i försvarsorganisationen fram till 1952.

## Bakgrund

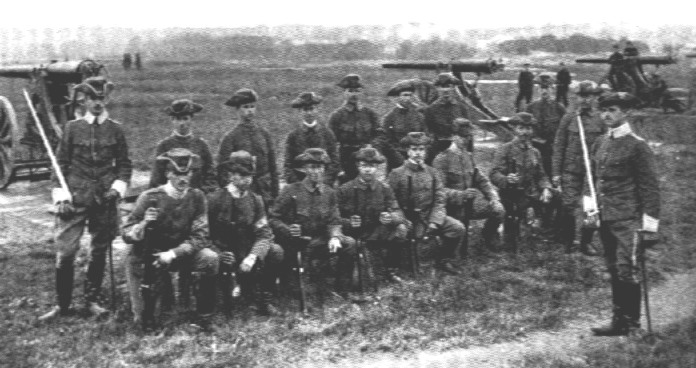
Grupp ur Positionsartilleriregementet ca 1915.

Kring sekelskiftet 1900 kom ett nytt försvarspolitiskt tänkande då centralförsvaret avlöstes av ett gräns- och kustförsvar. Man utnyttjade de sjösystem som omger Stockholm och säkrade passagerna mellan dem med ett 30-tal befästningar av varierande storlek.  Försvarslinjen kallades på grund av sitt utseende för Korvlinjen. Bygget finansierades av privatpersoner som samlades i "Föreningen för Stockholms fasta försvar" och "Palmqvistska fonden till Stockholms befästande". Själva byggarbetena utfördes av militär, som stod under civil ledning. Sedan skänktes anläggningarna till militären. Försvarslinjen ingick i försvarsorganisationen fram till 1952. 
Befästningsanordningarna på land norr om Stockholm utgjordes huvudsakligen av skyttevärn och batteriplatser som sträckte sig från Östra Ryd i Österåkers kommun till Ed i Upplands Väsby kommun och hade en sträckning av närmare 25 km. Anläggningen bestod av ett så gott som linjärt fort- och löpgravssystem och skulle bemannas huvudsakligen av infanterister från landstormen, det vill säga värnpliktiga äldre än 32 år, beväpnade med vanliga gevär. Det var innan pansarfordon var påtänkta och när kulsprutor fortfarande var ovanliga.

## Batteriställning
Karby batteri var en så kallad stormfri artilleriställning för Positionsartilleriregementet. Anläggningen är efter cirka 100 år i förvånansvärt bra kondition. Den består av fyra U-formade, cirka 140 meter långa pjäsplatser, tre granatskjul och ett krutmagasin samt en skyddad förläggningsplats. Pjäsplatserna utfördes som jordvallar skodda med korrugerad plåt på insidan. Plåten hölls på plats av kraftiga järnstänger. Mellan pjäsplatserna löper betongtunnlar som användes för förvaring av granater. Ett granatskjul är utfört i betong och täckt med jord, så att bara en kulle syns i landskapet. Pjäsplatserna skulle förses med 8 cm kanoner, troligen rörliga och monterade på lavett. I november 2000 utförde RAÄ en inventering av Karby batteri.

## Bilder

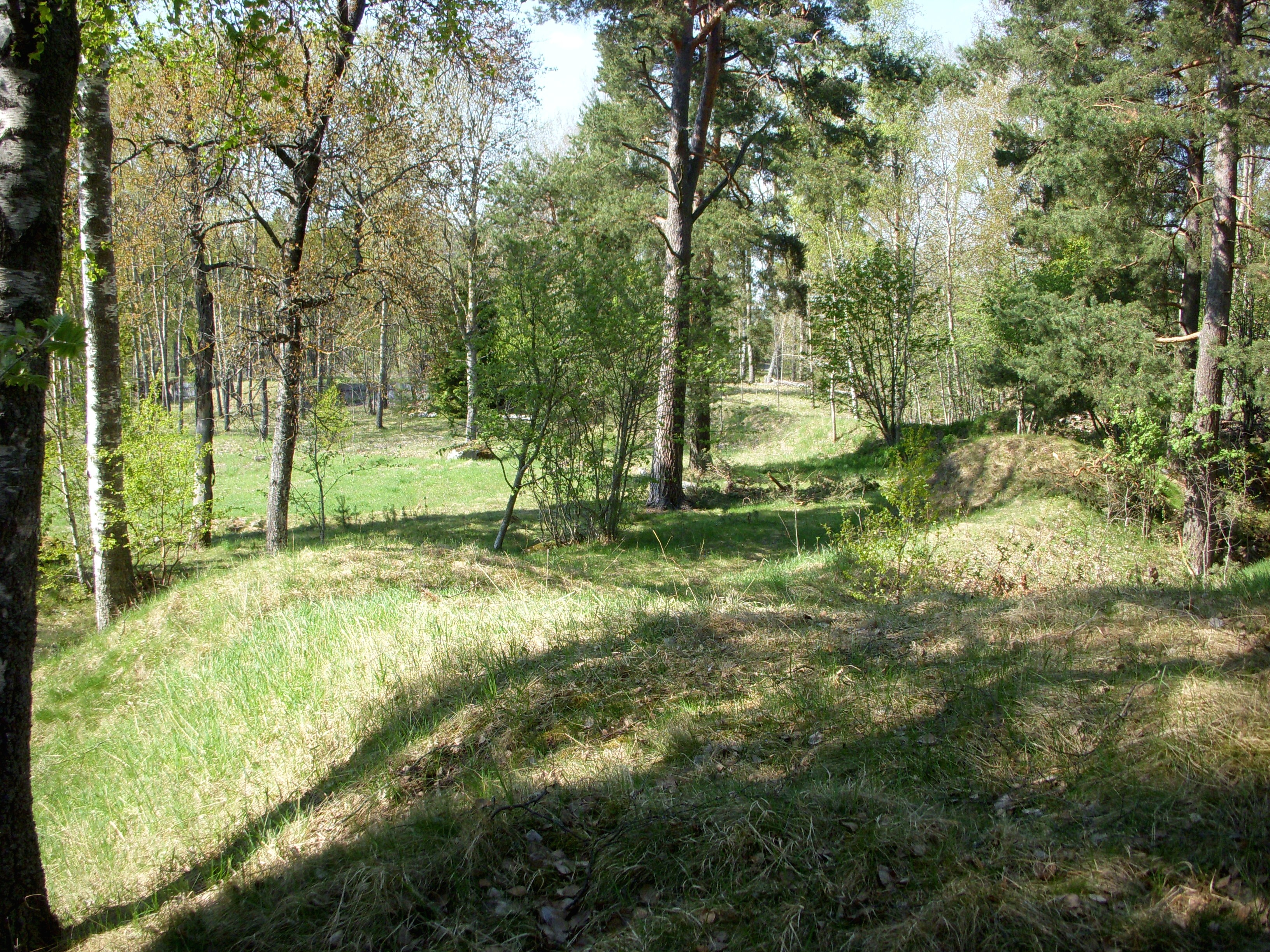
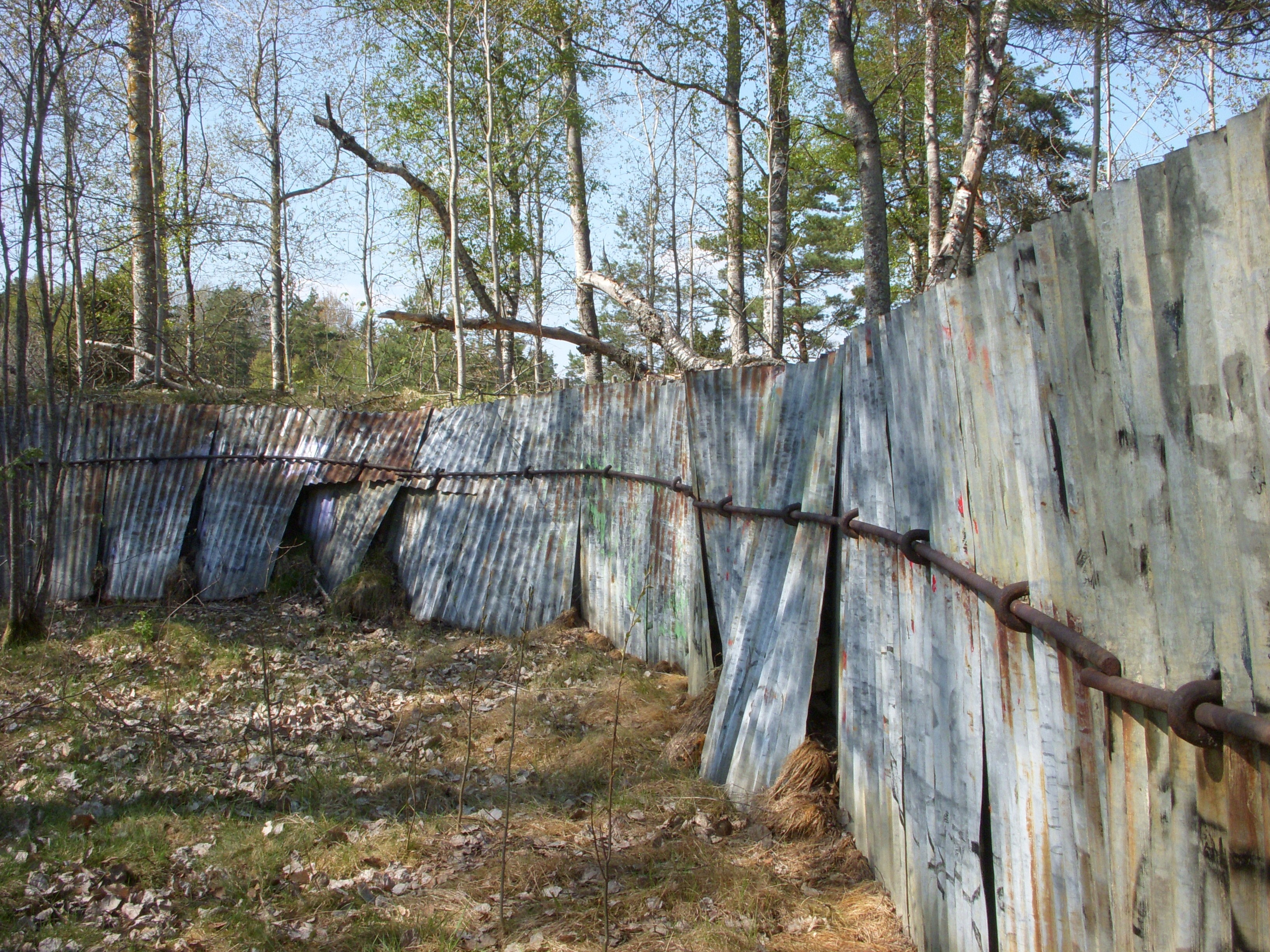
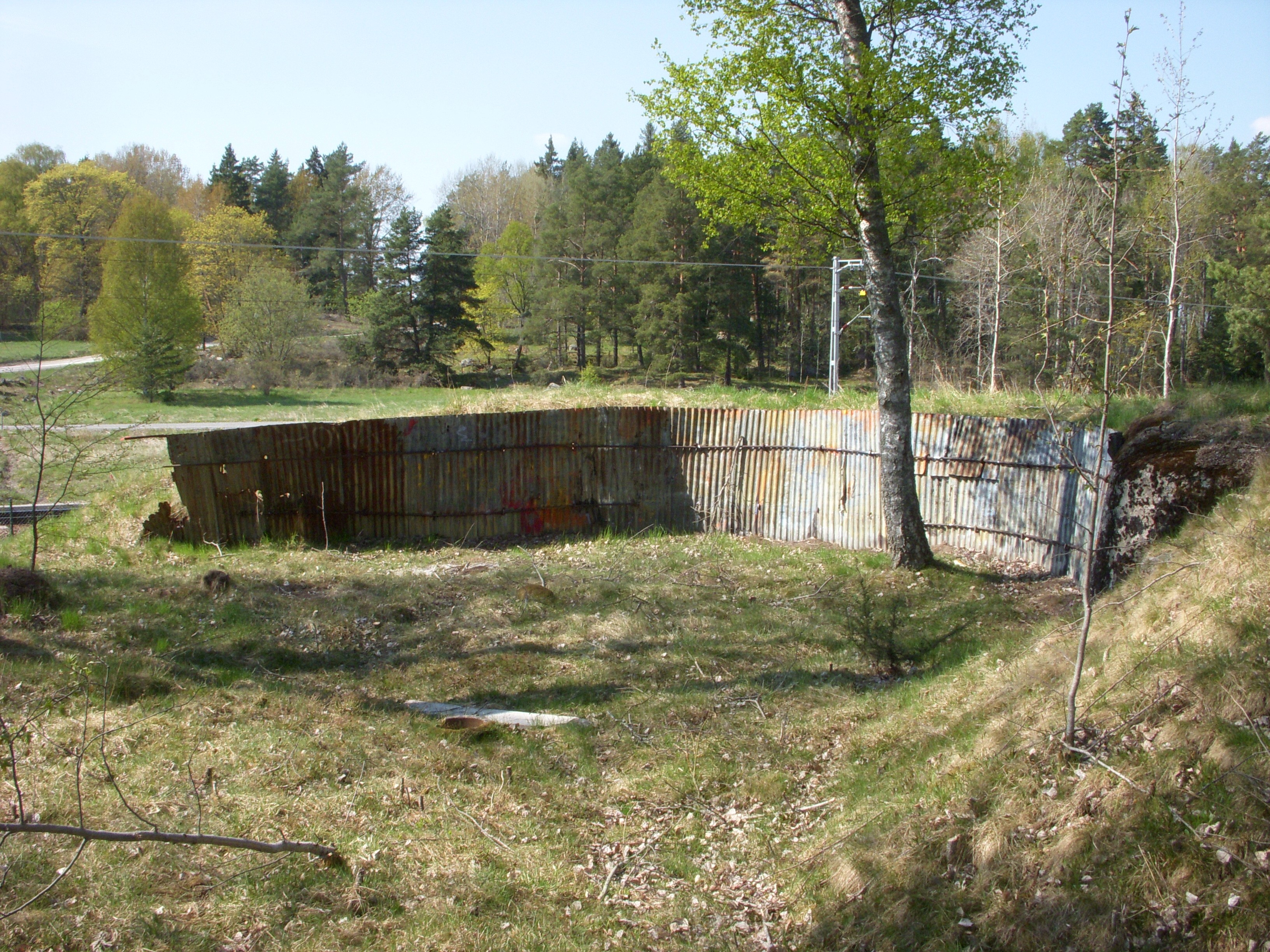
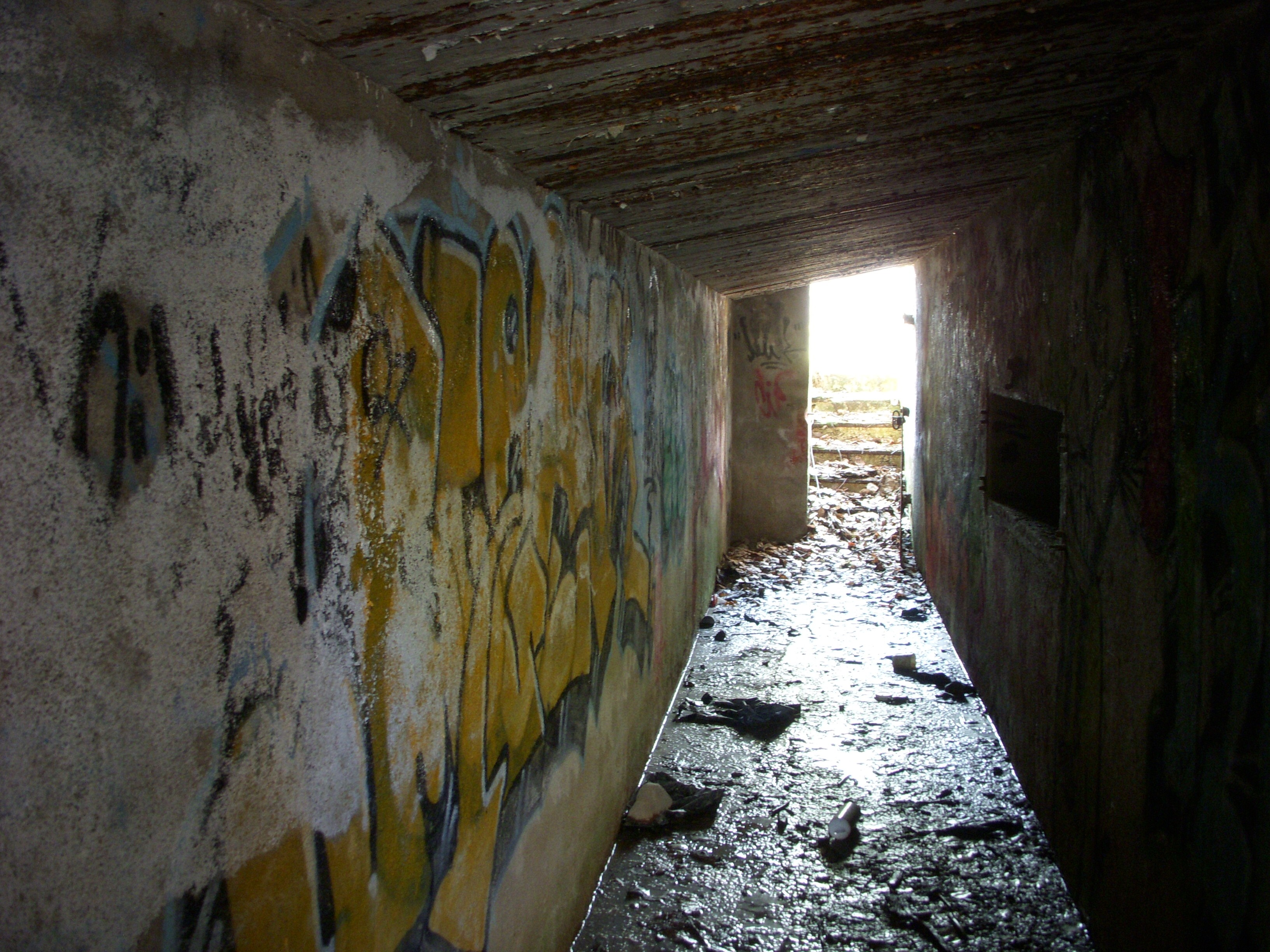